# حوزه انتخابیه ششم آلاباما

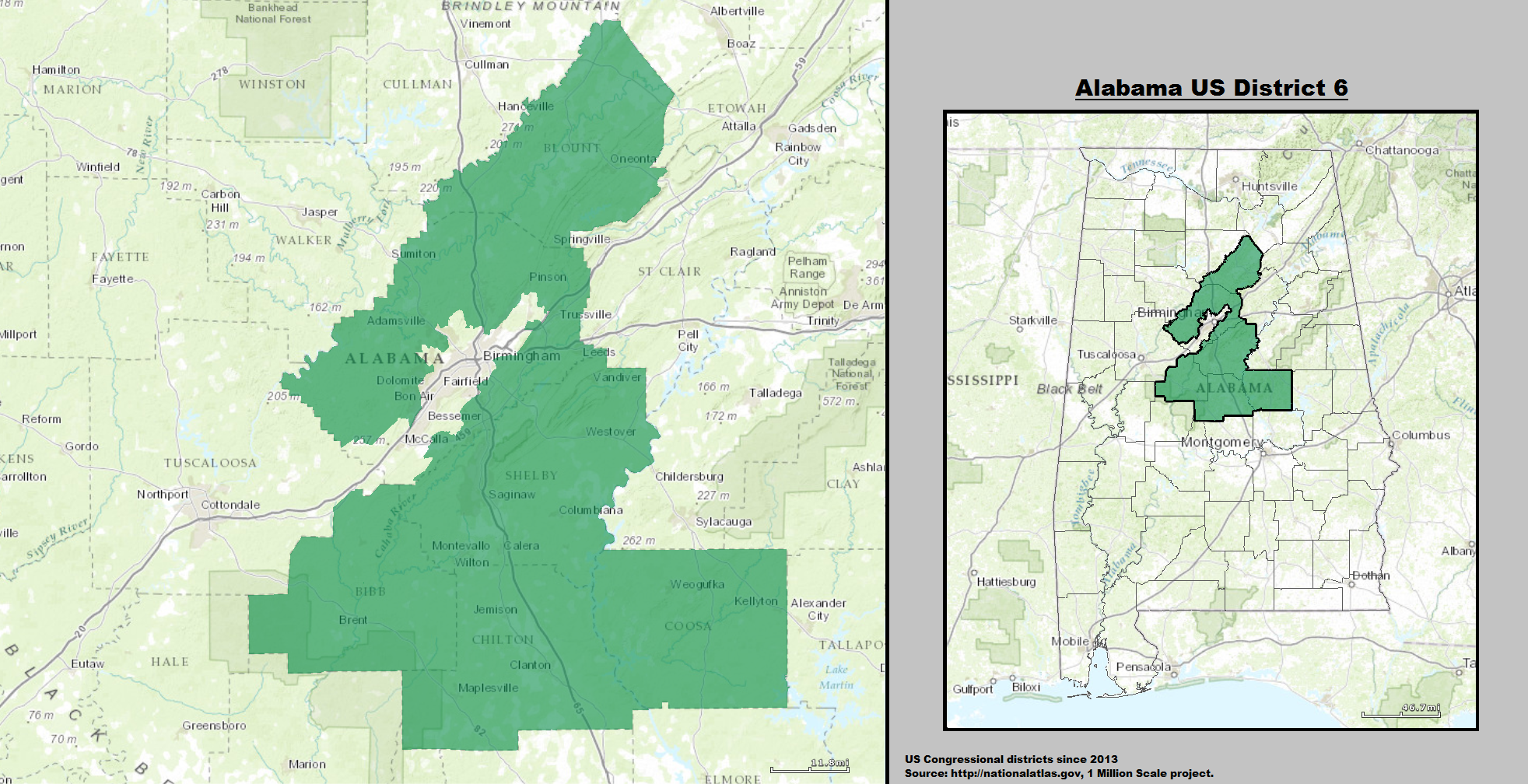
نقشه حوزه انتخابیه ششم آلاباما

حوزه انتخابیه ششم آلاباما یک حوزه انتخابیه مجلس نمایندگان آمریکا است که در ایالت آلاباما قرار دارد.